# Le Charivari
Pour les articles homonymes, voir Charivari.
Le Charivari est un journal français et le premier quotidien illustré satirique du monde, qui parut de 1832 à 1937. 
Fondé le 1er décembre 1832 par Charles Philipon comme un journal d'opposition républicaine à la monarchie de Juillet, le journal satirique à vocation distractive s'affirma au cours de son histoire tantôt radical, conservateur, républicain ou encore anti-clérical. Ses auteurs les plus notables furent notamment Taxile Delord ou encore Agénor Altaroche et ses caricaturistes les plus marquants furent entre autres Philipon, Nadar, Gustave Doré, Honoré Daumier, Henri Rochefort, Cham et Gavarni. 
En baisse d'audience, le journal prend un virage très nettement à droite à partir de juin 1926, avant de disparaître en août 1937, peu de temps après avoir été l'un des périodiques ayant participé à une campagne de calomnie contre Roger Salengro.

## Historique

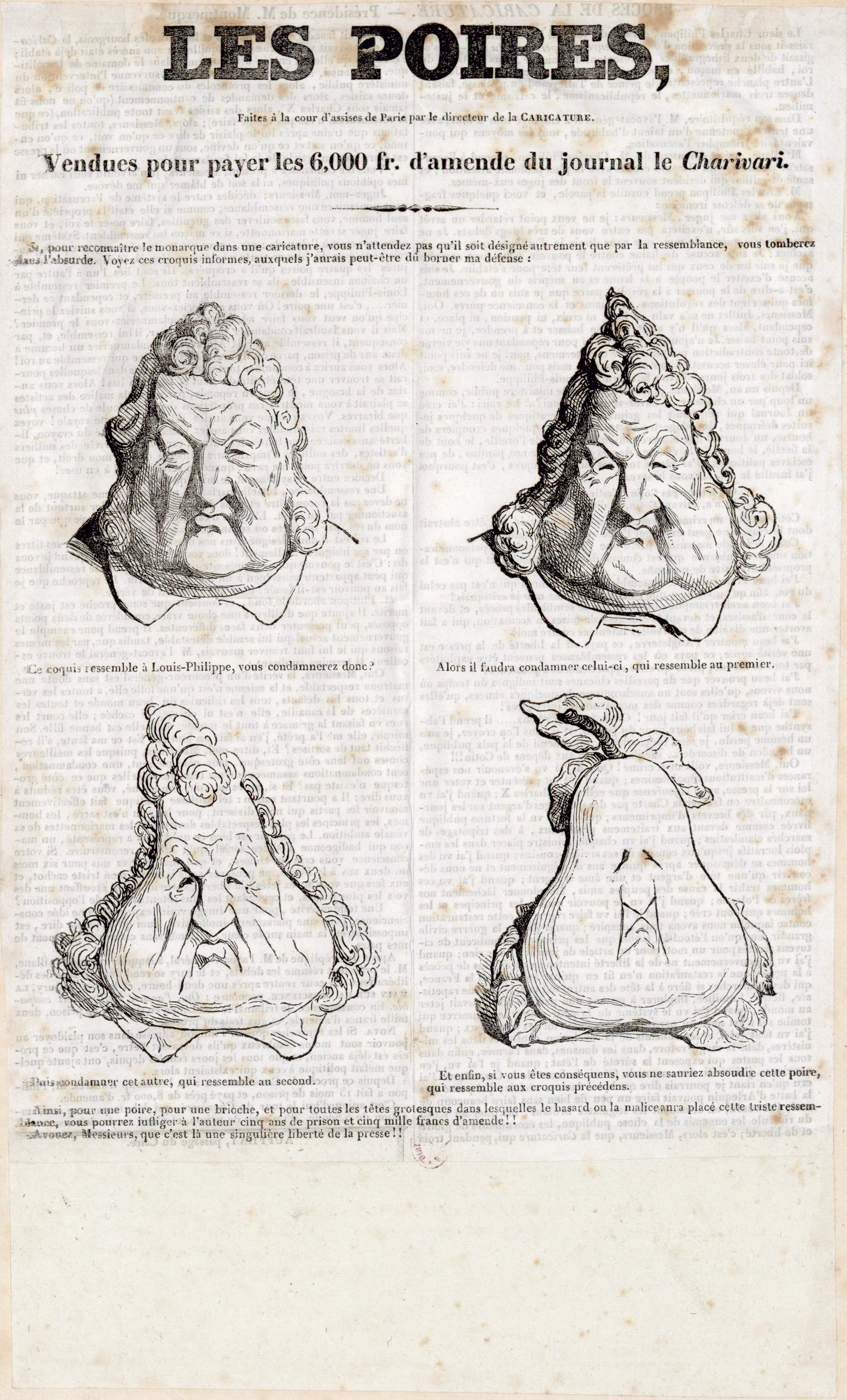
Daumier caricature Louis-Philippe en poire (d'après Charles Philipon).

Lancé le  1er décembre 1832, sous le règne de Louis-Philippe, par le journaliste républicain Charles Philipon et l'éditeur Gabriel Aubert, il devient rapidement un moyen de communication de l’opposition, dans le même mouvement railleur que l’hebdomadaire La Caricature inauguré en novembre 1830 par le même duo. Le quotidien illustré ridiculise avec entrain la monarchie de Juillet et la bourgeoisie et fut souvent condamné par les tribunaux.
Le lancement fut précédé par une série de prospectus imprimés à la fin du mois de novembre 1832, entre autres illustrés par des bois de Tony Johannot, et promet un « journal publiant chaque jour un nouveau dessin » sous la forme d'une lithographie. Louis Desnoyers est présenté comme rédacteur en chef, dont les bureaux sont situés au 16 rue du Croissant.
La loi sur la presse du 9 septembre 1835, faisant suite aux grèves et aux émeutes de 1833 et 1834, permet de condamner plusieurs journaux dont La Gazette, La Quotidienne, La Tribune, Le Réformateur et Le Charivari, qui est astreint à un cautionnement de 100 000 francs et doit soumettre ses dessins à l’examen de la censure. 
En décembre 1836, Armand Dutacq, directeur-fondateur du journal Le Siècle, rachète Le Charivari, mais Philipon reste aux commandes. Ces lois entraînent de lourdes peines d’emprisonnement et de fortes amendes pour les gérants des journaux, ainsi Aubert avait-il subi les conséquences de ces lois (échappant de peu à la prison), alors que la direction du journal revient à Agénor Altaroche, qui fait appel à Eugène Guinot, H. Lucas, Albéric Second, Alphonse Esquiros, Émile de La Bédollière, et les poètes Hegesippe Moreau et Louis-Agathe Berthaud. En 1838 de nouvelles modifications sont apportées à la direction du journal, Altaroche reste rédacteur en chef et s’adjoint comme collaborateurs Albert Cler, Taxile Delord, Clément Caraguel, Laurent-Jan, Félix Pyat, Philibert Audebrand et Moléri.
Sous le règne de Louis-Philippe Le Charivari subit vingt procès, en août 1847 le gouvernement de François Guizot saisit plusieurs journaux, avec parmi eux Le Charivari, La Réforme et La Gazette. La Caricature, après noël 1843, fusionne avec Le Charivari.

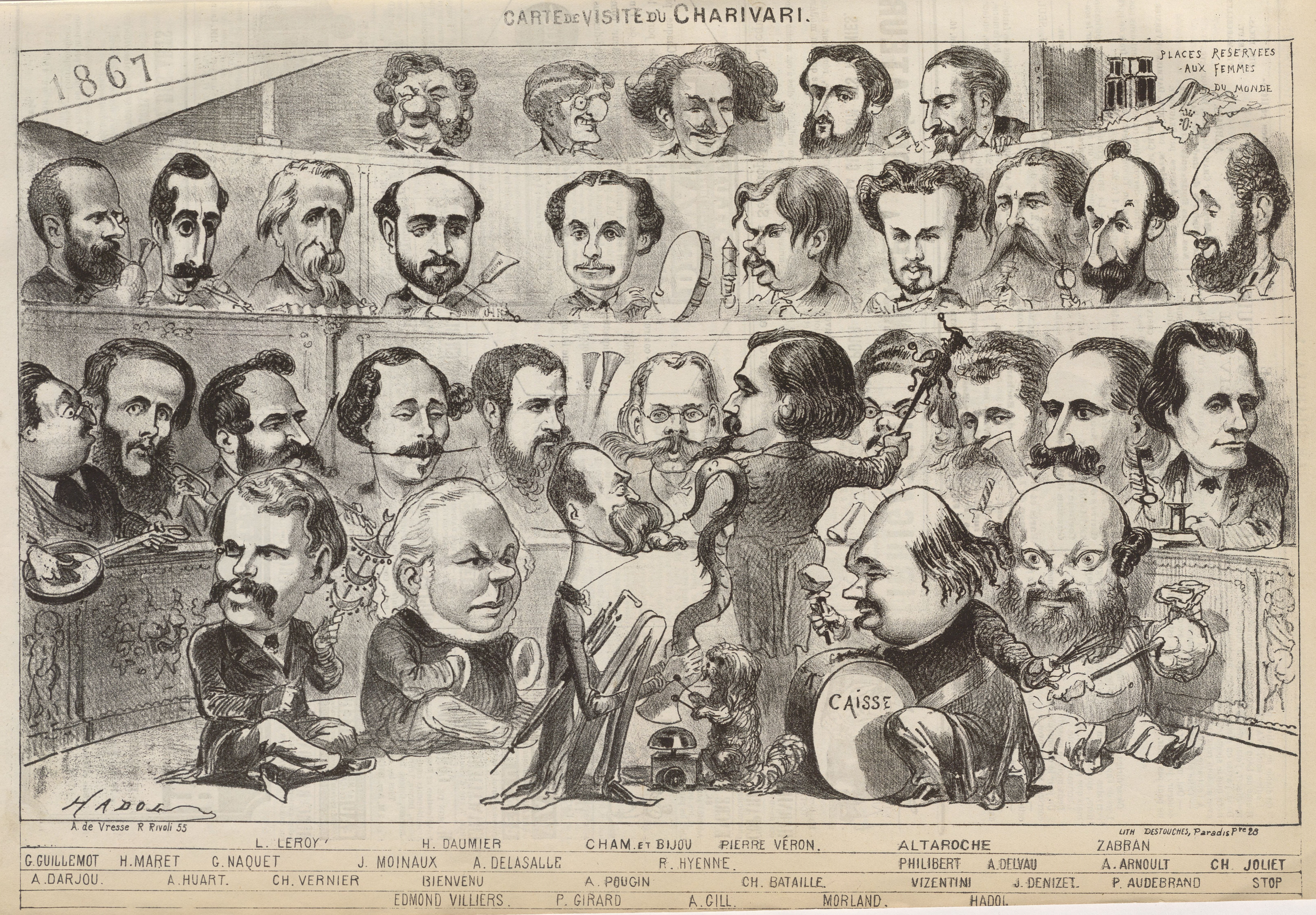
Carte de visite du Charivari, le 2 janvier 1867 avec des portraits des contributeurs.

La loi du 2 juillet 1861 abroge le 1er paragraphe de l'article 32 du décret du 17 février 1852, qui supprimait tout journal ayant eu dans un délai de deux ans deux condamnations ou contraventions, tandis que le sénatus-consulte du 18 juillet 1866 interdit toute remise en cause de la constitution impériale ainsi que la publication de pétitions ayant pour objet sa modification. En mai suivant, Le Charivari comme bien d'autres journaux est averti, subissant ainsi les sanctions du gouvernement, Napoléon III ne voulant entendre parler d'une possible liberté de la presse.
Le Charivari suspend sa publication, pour la première fois, durant une partie du siège de Paris. Honoré Daumier y publie sa dernière planche le 24 septembre 1872.
Après 1909, et le départ de Henri Maigrot, les administrateurs de la Nouvelle Société de journaux humoristiques qui possède désormais le titre, dirigée par Édouard Rullier de Bettex (1877-1959), décident de changer radicalement la une du journal. Elle adopte une illustration pleine page et une titraille modernisée — la comparaison avec L'Assiette au beurre s'impose. Le sous-titre indiqué est « Illustré, satirique, politique, financier ». Il est alors qualifié de « doyen des journaux satiriques ». 
Le titre disparaît momentanément fin mai 1926, avant de renaître deux semaines plus tard sous la forme d'un hebdomadaire de 18 pages illustrées, animé par Jean Sennep qui n'y restera qu'une année. Le titre a été racheté par la Société française des périodiques illustrés, dirigée par des proches de l'Action française. Jusqu'en août 1937, les unes sont majoritairement illustrées par Ralph Soupault et BiB.
En 1936, Le Charivari participe, au côté notamment de Gringoire, à la campagne de calomnies à l'encontre de Roger Salengro, alors ministre de l'Intérieur du Front populaire. Roger Salengro était accusé à tort d'avoir déserté en 1916 et la campagne calomnieuse menée à son encontre le fragilisa et le conduisit au suicide en novembre 1936. Par ailleurs, le journal accueille, jusqu'à sa disparition, de nombreux propos antisémites et s'acharne contre le Front populaire, offrant des unes virulentes à Ralph Soupault, attitude que dénonce entre autres André Wurmser.

## Tirage, prix et ventes
Durant les premières années, Le Charivari est un quotidien illustré de quatre pages vendu par abonnement uniquement, au prix de 6 francs par mois (Paris et Province), soit 20 centimes par numéro. Il était possible d'acheter le quotidien chez Aubert. Le 1er décembre 1858, le prix marqué au numéro apparaît, s'établissant à 20 centimes pour 4 pages. Le 2 mai 1866, le prix au numéro passe à 25 centimes. En juin 1926, devenu hebdomadaire, il est vendu 1 franc.
Tombé à 800 exemplaires quotidiens vendus en 1836, le journal se relève à plus de 2 000 exemplaires l'année suivante. En 1846, le tirage moyen du Charivari est de 2 740 exemplaires, contre les 32 885 du journal Le Siècle (vendu 15 centimes par numéro), et son nombre présumé d’abonnés en province est de 1 985, tandis que le Siècle en compte 21 500.
En juillet 1858, Le Charivari tire à 2 090, et en août 1861, il se place dans la majorité d’opposition aux côtés de l’Opinion nationale, de la Presse, de la Revue nationale et de le Siècle, avec 2 250 exemplaires sur un total de 91 292 pour l’opposition progressiste, alors que la presse officielle impérialiste tire à 52 832 exemplaires.
Son tirage, loin d’égaler celui du Siècle, ne dépasse pas les 3 000 exemplaires. En 1866, il est en effet de 2 875 exemplaires, le quotidien est donc mineur dans le paysage de la presse parisienne.

## Propriétaires et direction

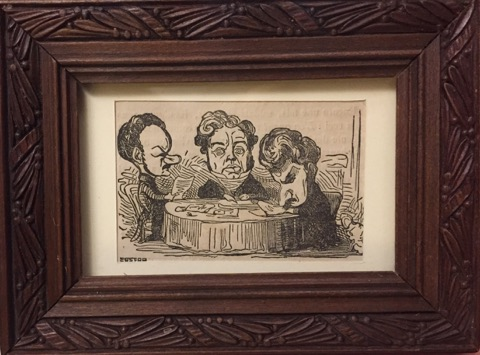
Jean Théophile Gustave Lesestre (1815-1873), Les trois hommes d'État du Charivari (les trois rédacteurs-en-chef du Charivari dans les années 1830-1840 : Agénor Altaroche, Louis Desnoyers, Albert Cler), gravure, 1842, collection particulière.

- Gabriel Aubert et Charles Philipon (déc. 1832 à déc. 1836)
- Armand Dutacq (déc 1836 à juil. 1856) et Charles Philipon (jusqu'en 1862)
- Louis Huart (1860-1865)
- Pierre Véron (déc. 1865 - mars 1899)[6]
- Henriot (avril 1899 - 1909)
- Édouard Rullier, dit de Bettex (1909 - juil. 1926) - Nouvelle Société de journaux humoristiques[7]
- Sennep (juin 1926 - été 1927)[8]
- Georges Larpent - Société française des périodiques illustrés (1926-1937)[9]

## Contributeurs

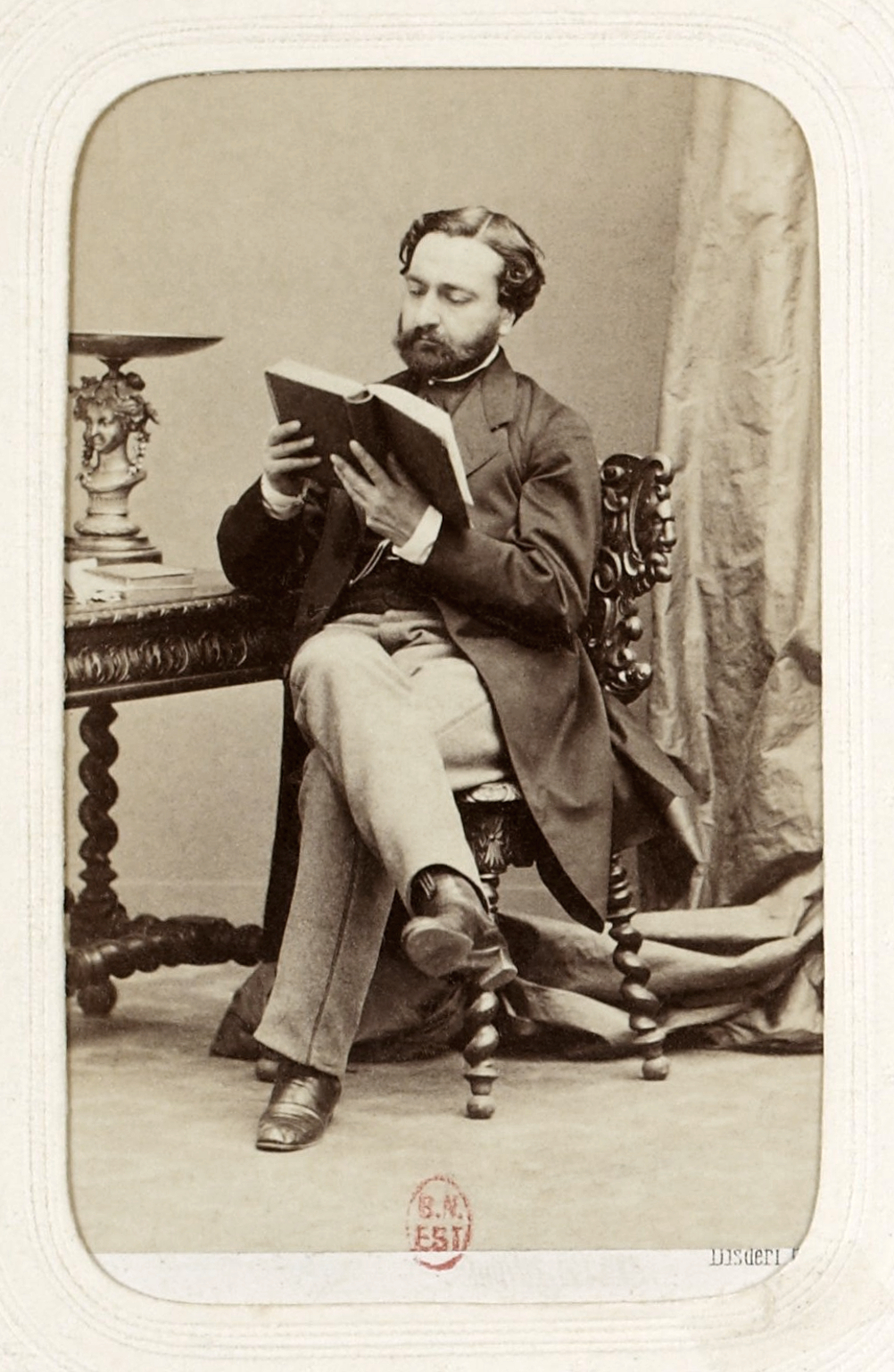
Clément Caraguel par Disdéri.

### Plumes
Les auteurs Taxile Delord, Old Nick ; Agenor Altaroche, Albert Cler, Louis-Agathe Berthaud, Louis Huart, Clément Caraguel, qui passera aux Débats, y écrivent sous la direction de Louis Desnoyers, alors le rédacteur en chef, ainsi que vers la fin du Second Empire, Henry Maret, Philibert Audebrand et Charles Bataille. 

### Caricaturistes
Bien dans l’optique originelle du journal, les caricaturistes font la part belle aux journalistes. Le titre du périodique est agrémenté, à partir du 18 février 1837, d'une composition de Grandville, qui perdurera, comme marque de fabrique, jusqu'à la veille de la Première Guerre mondiale. On trouve les signatures de Valère Morland, Alcide-Joseph Lorentz avec ses « miroirs drolatiques », Gaspard-Félix Tournachon dit « Nadar », célèbre photographe qui y fut aussi caricaturiste, Grandville, avec ses animaux anthropomorphes, Eugène Forest, Charles Vernier, Gustave Doré, Alexandre-Gabriel Decamps, Achille Devéria, André Gill, Alfred Le Petit, Alfred Grévin, Henri Monnier, Léon Noël, Pruche, Travies, Maurice Loutreuil, Louis Touchagues, Henri Maigrot dit Henriot, Draner, Trimolet, Paul Gavarni, qui caricature la vie parisienne, Louis Morel-Retz, dit Stop, qui tourne l'actualité politique en dérision, Cham, qui railla, entre autres, les impressionnistes, et Honoré Daumier, qui y représente son personnage de Robert Macaire. 
Cham et Daumier sont qualifiés de « Michel-Ange de la caricature » par Théodore de Banville dans La Revue de Paris en octobre 1851 ; néanmoins, la présence d’Amédée de Noé, fils du marquis de Noé, dit Cham, aristocrate paraissait insolite, au côté de Daumier dans ce journal très ancré à gauche de l'échiquier politique.
En 1858, le changement de format du quotidien amène de nouveaux journalistes et illustrateurs à y collaborer, tels Pierre Véron, Henri Rochefort, Albert Wolff, Louis Leroy, Louis Adrien Huart, G. Naquet, P. Gigard, J. Denizet, Salvator Zabban, Pilotell, ainsi que des caricaturistes issus du Journal amusant, Vernier, Darjou, Paul Hadol, Manuel Luque et Pelcoq.

## Ligne politique

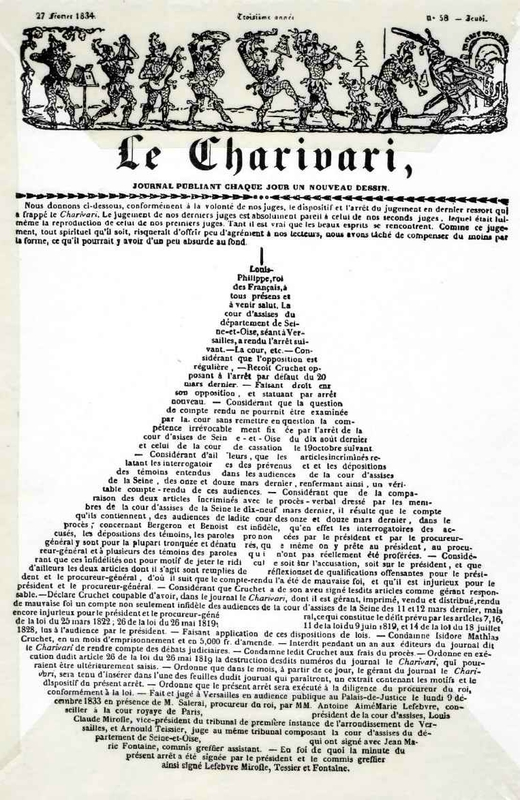
Page couverture du Charivari du 27 février 1834 annonçant le verdict d'un procès contre lui avec un calligramme en forme de poire.

Le Charivari apparaît à première vue comme un journal républicain dans la même veine que Le Siècle, donc un journal politique ; or de par sa présentation, largement illustrée et son ton léger, il s’apparente plus à la presse à vocation purement distractive. Les débuts du journal sont marqués par le raillant du fondateur Philippon qui s’estompe avec le changement entraîné par le rachat du journal par Dutacq. Le 24 février 1848, Le Charivari s’engage dans une nouvelle voie d’attaque contre les révolutionnaires, les chefs de club, et tournant en dérision les excentricités de l’époque, dans un dessein « Conservateur, mais sincèrement libéral ».
L’élection de Louis-Napoléon Bonaparte met un frein, pendant un court moment, au mordant du journal, qui reparaît sous la rédaction nouvelle de Louis Huart, Delord, Caraguel et Arnaud Fremy ; le Second Empire marqua une période moins politique pour le journal, dans une veine plus distractive. À la fin du Second Empire, Le Charivari s’illustre dans ses positions anticléricales et républicaines, dirigé par Henry Haret, Leroy, Philibert Audebrand, Charles Bataille, avec comme principaux caricaturistes Cham, Daumier, Darjour, Paul Hadol et Valère Morland. Veron s’attaquera à Haussmann dans Le Charivari du 18 juillet 1867, comparant son projet de translation des cimetières parisiens à une « expropriation de la mort », et le 14 octobre 1869 le journal publie une caricature de Stop représentant des ecclésiastiques armés de fouets menaçants afin de dénoncer les sévices perpétrés par les Frères de la Doctrine Chrétienne à Lyon.
Léon Bienvenu, journaliste au Charivari, définira le concile du Vatican comme une « réunion de hauts ecclésiastiques convoqués en toutes les parties du monde par le pape pour essayer de remettre en vigueur quelques vieilles rengaines bien vermoulues. »

Ainsi, la fin du Second Empire marque un tournant dans la ligne d’édition du Charivari qui délaisse la presse anodine et distrayante, pour une ligne plus politique marquée par la caricature de Daumier du 12 octobre 1868 qui représente la rentrée au pensionnat international, où la Paix attend les élèves et ne voit revenir que l’Allemand et l’Italien : 

« C’est drôle, dit-elle, je ne vois pas revenir la petite Confiance. »

## Postérité

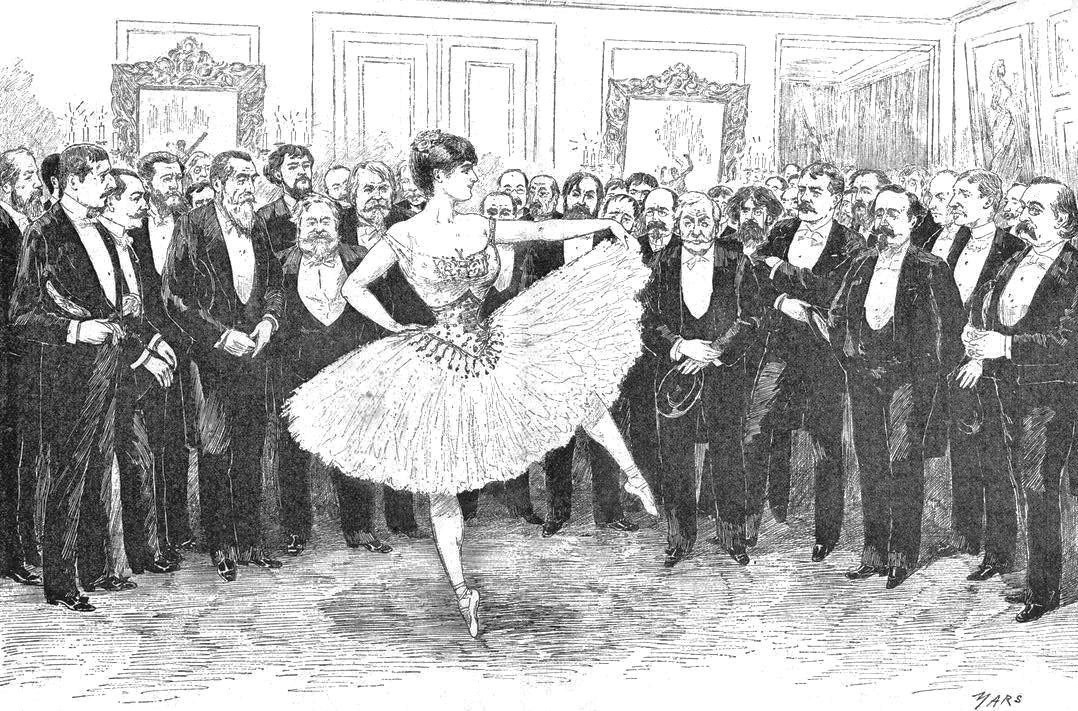
Fête du cinquantenaire du Charivari chez son directeur et rédacteur en chef, Pierre Véron (1883).

Pendant l’occupation de Paris par les Allemands en 1870, certains journaux tels que Le Charivari, La Gazette de France, Le Mot d’ordre et La Mercuriale des Halles et Marchés cessent de paraître en raison de leur patriotisme. Et lors de la Commune de Paris, Le Charivari s’illustre dans le mouvement de réprobation du Comité central, ainsi l’ensemble de la presse condamne les élections que le Comité central organise et enjoint à ses lecteurs d'obéir aux décrets de l’Assemblée nationale.
Le journal britannique Punch subit son influence avec pour sous-titre, dès 1841, « The London Charivari ».
Bien que le journal perdît lentement son audience, il survécut jusqu’en 1937. Il apporta à Jean Sennep sa renommée de caricaturiste. 
Le titre fut relancé en juin 1957, sous la forme d'un bimestriel, et sous la direction du journaliste d'extrême-droite, Noël Jacquemart. Le dessin y tint une grande place, notamment avec le caricaturiste Pinatel qui y publia, entre autres, trois numéros spéciaux en forme d'album. Il prend fin en octobre 1976.